# The Ex
The Ex es una banda experimental y Anarcopunk, abiertamente anarquista, pertenecientes al movimiento No wave, fueron formados en el año de 1979, en la ciudad neerlandesa de Ámsterdam, en momento de la explosión de la Tercera Ola Del Punk-rock y desde entonces han publicado más de veinte álbumes de larga duración.
El estilo musical del grupo ha sufrido una notable evolución a través de los años, comenzando como una banda lo-fi bajo una mezcla entre Oi!, Pub rock, Post y Hardcore punk, debutaron con la canción adelanto «Stupid Americans» en noviembre de 1979, la canción aparecería en verano del 1980 en el EP recopilatorio Utreg Punx, publicado por Rock Against Records de Róterdam. Poco después llegó la publicación de su primer 7" All Corpses Smell the Same. A lo largo de las décadas fueron desarrollando gradualmente su actual obra, altamente intrincada, experimental, folk y progresiva con inspiración en los subgéneros más vanguardistas del Jazz.
Irrumpiendo desde los confines relativamente estrechos del punk rock, The Ex han incorporado un amplio abanico de influencias, a menudo procedentes de fuentes no occidentales y ajenas al rock. Estas incluyen la música folk húngara y turca y, más recientemente, la música de Etiopía, Congo y Eritrea (cuya canción de la independencia es versionada por The Ex en el álbum Turn). Otros ejemplos de ramificación estilística se hallan en el doble álbum de música improvisada Instant y en una publicación editada bajo el alias «Ex Orkest», una big band de 20 piezas reunida para realizar actuaciones en un festival en Holanda. Ellos se definen irónicamente como "Experimental trance-dance avant-afro-pop improv music".
La banda ha realizado con éxito colaboraciones con artistas muy diversos, como la banda anarquista británica Chumbawamba (a veces utilizando el nombre Antidote), los Dog Faced Hermans (un antiguo miembro de esta banda, Andy Moor, es actualmente parte de The Ex), y con el difunto violonchelista de avant-garde Tom Cora a comienzos de los años 1990, colaboración esta última que dio como frutos el álbum Scrabbling At the Lock en 1991 y el subsiguiente And the Weathermen Shrug Their Shoulders en 1993. También han colaborado con miembros de Sonic Youth, la orquesta holandesa de improvisación libre ICP, y publicaron un EP en colaboración con los americanos Tortoise.
El bajista Luc dejó la banda en 2003, sustituido por Rozemarie (contrabajo), En 2005, Rozemarie dejó la banda. y el cantante y fundador G.W. Sok fue sustituido por el líder de Zea, Arnold de Boer, en 2009.
The Ex protagonizaron el documental Building a Broken Mousetrap (2006), dirigido por Jem Cohen.

## Discografía

### Álbumes
- 1980 Disturbing Domestic Peace (LP)
- 1982 History is What's Happening (LP)
- 1983 Tumult (LP)
- 1984 Blueprints for a Blackout (2xLP)
- 1985 Support the Miners' Strike (split LP con Zowiso/Morzelpron y Nico, en directo)
- 1985 Pay no More than 6 Fr. (casete en directo, split con Svatsox)
- 1985 Pokkeherrie (LP)
- 1987 Too Many Cowboys (2xLP)
- 1987 Antidote Live in Wroclaw (casete en vivo)
- 1988 Aural Guerilla (LP)
- 1989 Joggers and Smoggers (2xLP)
- 1990 Treat (casete en vivo compartida con Dog Faced Hermans)
- 1991 Scrabbling at the Lock (LP, con Tom Cora)
- 1993 And the Weathermen Shrug Their Shoulders (LP, con Tom Cora)
- 1995 Instant (2xCD como The Ex and Guests)
- 1995 Mudbird Shivers (CD)
- 1998 Starters Alternators (CD)
- 2001 Dizzy Spells (CD)
- 2001 Een Rondje Holland (CD como Ex Orkest)
- 2004 Turn (2xCD)
- 2006 Moa Anbessa (CD con Getatchew Mekurya e invitados)

### EP y sencillos
- 1980 All Corpses Smell the Same (7" EP, 4 canciones)
- 1980 New Horizons in Retailing (7" flexi)
- 1980 Live-Skive (7", 4 canciones en directo; regalado con el LP Disturbing domestic peace)
- 1981 Weapons for El Salvador (7" EP)
- 1981 Villa Zuid Moet Blijven (split 7" flexi con los grupos Svatsox y De Groeten)
- 1983 Dignity of Labour (4x7")
- 1983 Gonna Rob the Spermbank (12" EP)
- 1983 The Red Dance Package (split 12" con Alerta)
- 1984 Enough is Enough (split 7" con Awara)
- 1986 1936 - The Spanish Revolution (2x7" + photobook) (#6 en los Indie charts británicos)[5]
- 1987 Destroy Fascism! (7" con Chumbawamba)
- 1988 Rara Rap/Contempt (7")
- 1990 Stonestampers Song/Lied Der Steinklopfer (7")
- 1990 Dead Fish (10" LP/3" CD)
- 1990 Keep on Hoppin'/Crap Rap (split 7" con The Mekons)
- 1991 6.1 Slimy Toad/Jake's Cake (7")
- 1991 6.2 Ceme Ryne/Millitan (7" con Brader)
- 1991 6.3 Hidegen Fujnak A Szelek/She Said (7")
- 1991 6.4 Bimhuis 290691 (2x7" con invitados)
- 1991 6.5 This Song is in English (7" con Kamagurka y Herr Seele)
- 1992 6.6 Euroconfusion/Bird in the Hand (12")
- 1998 In the Fishtank 5 (con Tortoise)
- 2002 In the Fishtank 9 (con Sonic Youth e Instant Composers Pool)

### Apariciones en compilaciones
- 1980 Utregpunx (Rock Against, Róterdam)
- 1987 Viva Umkhonto! (LP benéfico anti-apartheid; incluye la canción de The Ex «Dallas, Texas 1988»)
- 1988 Hands Up! You're Free (3 Peel Sessions en un LP)
- 1991 Ample (casete recopilatoria)
- 2005 Singles. Period. The Vinyl Years 1980–1990 (CD, compila todos los sencillos de The Ex hasta 1990)

### Vídeos y DVD
- 1992 Live at the Bimhuis (vídeo en directo, con invitados)
- 2001 Beautiful Frenzy (DVD)